# Station Stroud
Stroud is een spoorwegstation van National Rail in Stroud, Stroud in Engeland. Het station is eigendom van Network Rail en wordt beheerd door Great Western Railway. 